# Đăng Thuật
Đăng Thuật (tên đầy đủ là Nguyễn Đăng Thuật), sinh năm 1979, một là ca sĩ Việt Nam. Anh được phong Nghệ sĩ ưu tú năm 2023. Hiện Đăng Thuật là ca sĩ chuyên dòng nhạc dân gian tại Nhà hát Đài tiếng nói Việt Nam.

## Sự nghiệp
Đăng Thuật bắt đầu nổi tiếng khi giành giải Nhì dòng nhạc dân gian tại Sao Mai năm 2007. Từ đó đến nay, anh vẫn trung thành với dòng nhạc dân gian. Anh được khán giả cả nước biết đến với nhiều ca khúc mang âm hưởng dân ca Nghệ - Tĩnh.

## Danh sách đĩa nhạc
- Vol.1: “Bến xưa” (2013)
- Vol.2: “Về miền quê anh” (2018)

## Vinh danh

### Giải thưởng
2007: Giải Nhì dòng nhạc dân gian tại cuộc thi Sao Mai.